# Chapelle Onze-Lieve-Vrouw van 't Boompje
La chapelle Onze-Lieve-Vrouw van 't Boompje (Notre-Dame de l'Arbre) est un petit édifice religieux catholique sis au nord de Saint-André, un quartier de la ville de Bruges. Datant du XVIIe siècle la chapelle est rattachée au château Ter Lucht. 

## Histoire
La chapelle fut construite en 1664 par André de La Coste, alors propriétaire du château Ter Lucht, là où la Vierge Marie serait intervenue. Datant du XVIe siècle la chapelle est devenue centre de pèlerinage.

## Galerie

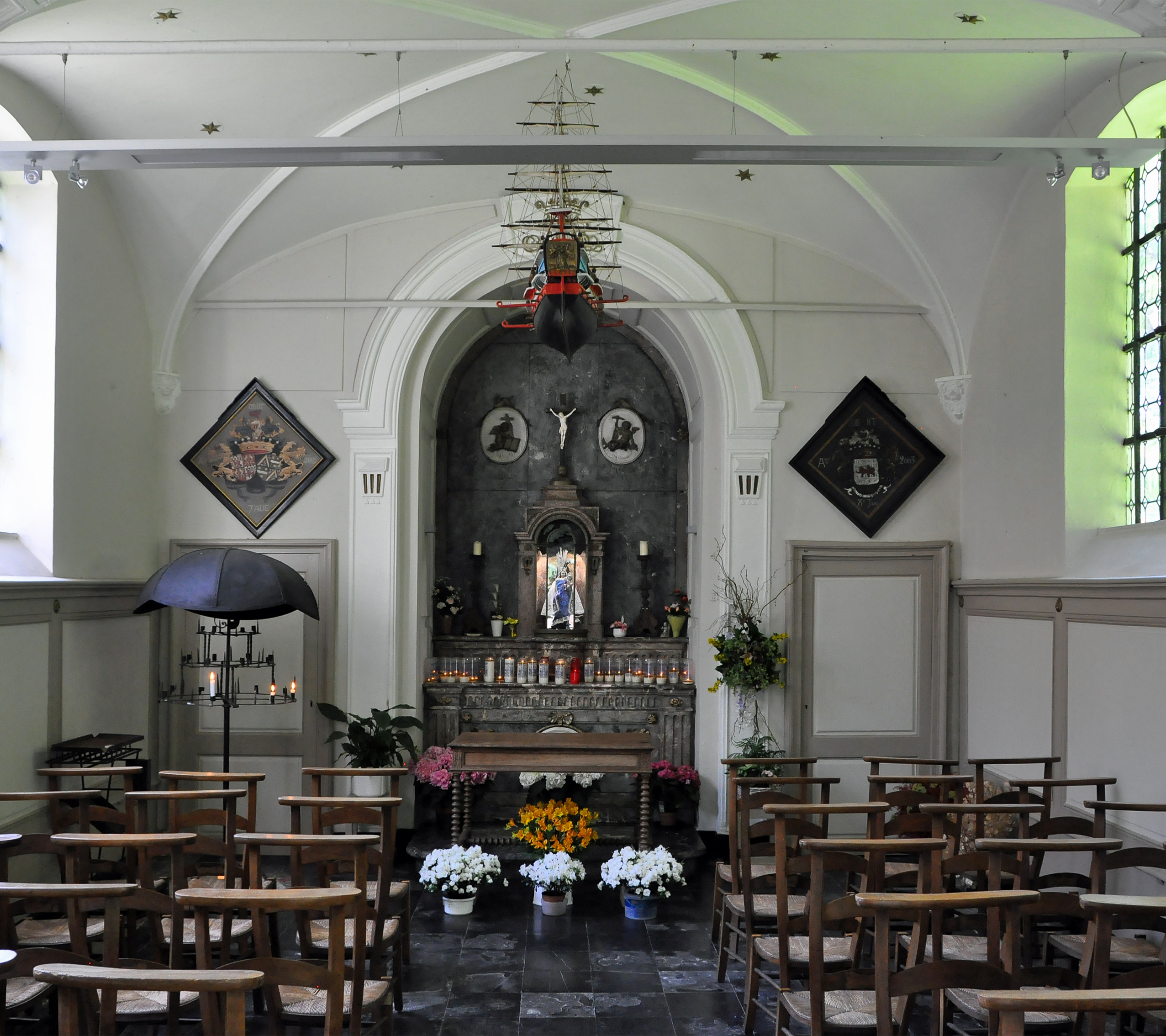
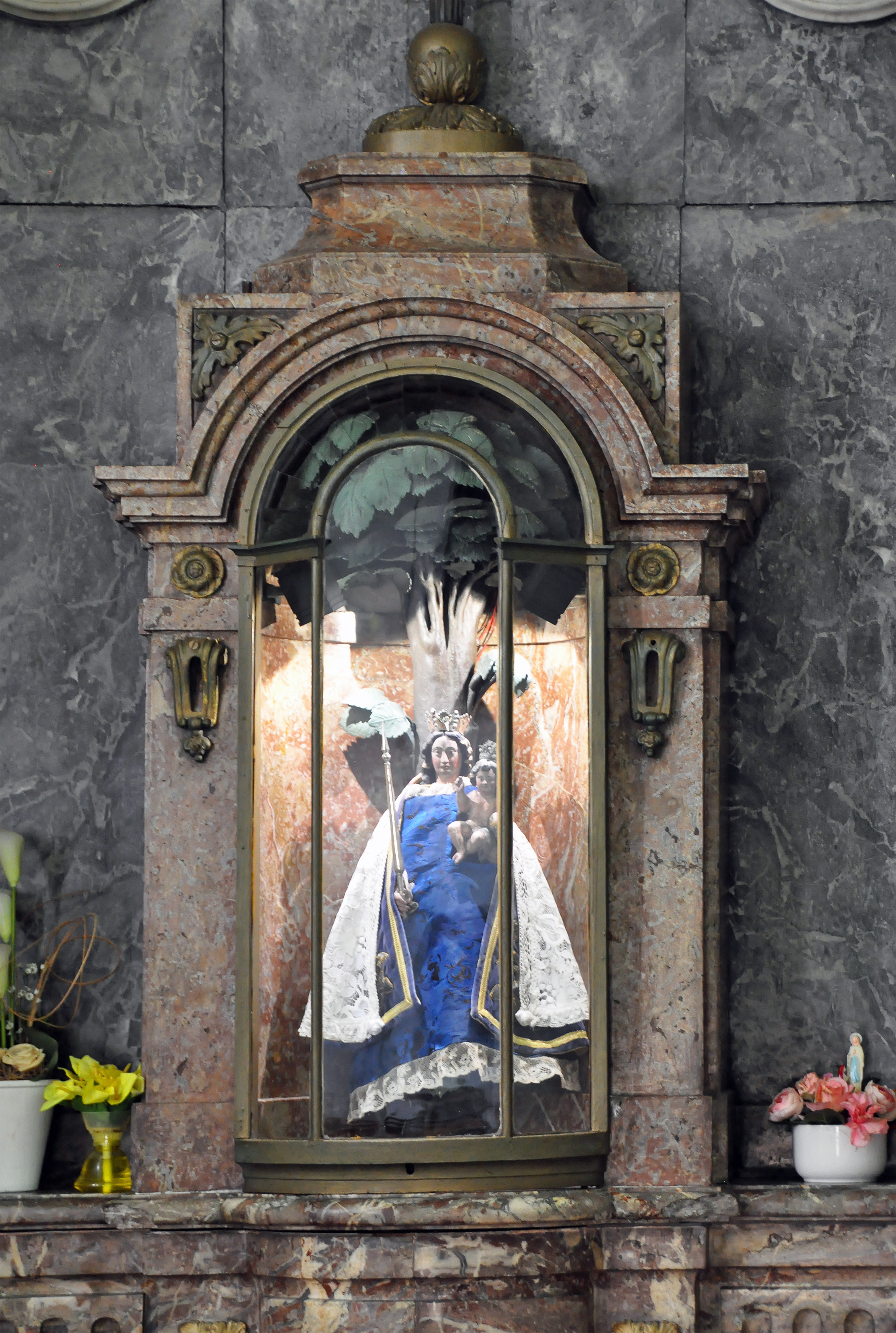
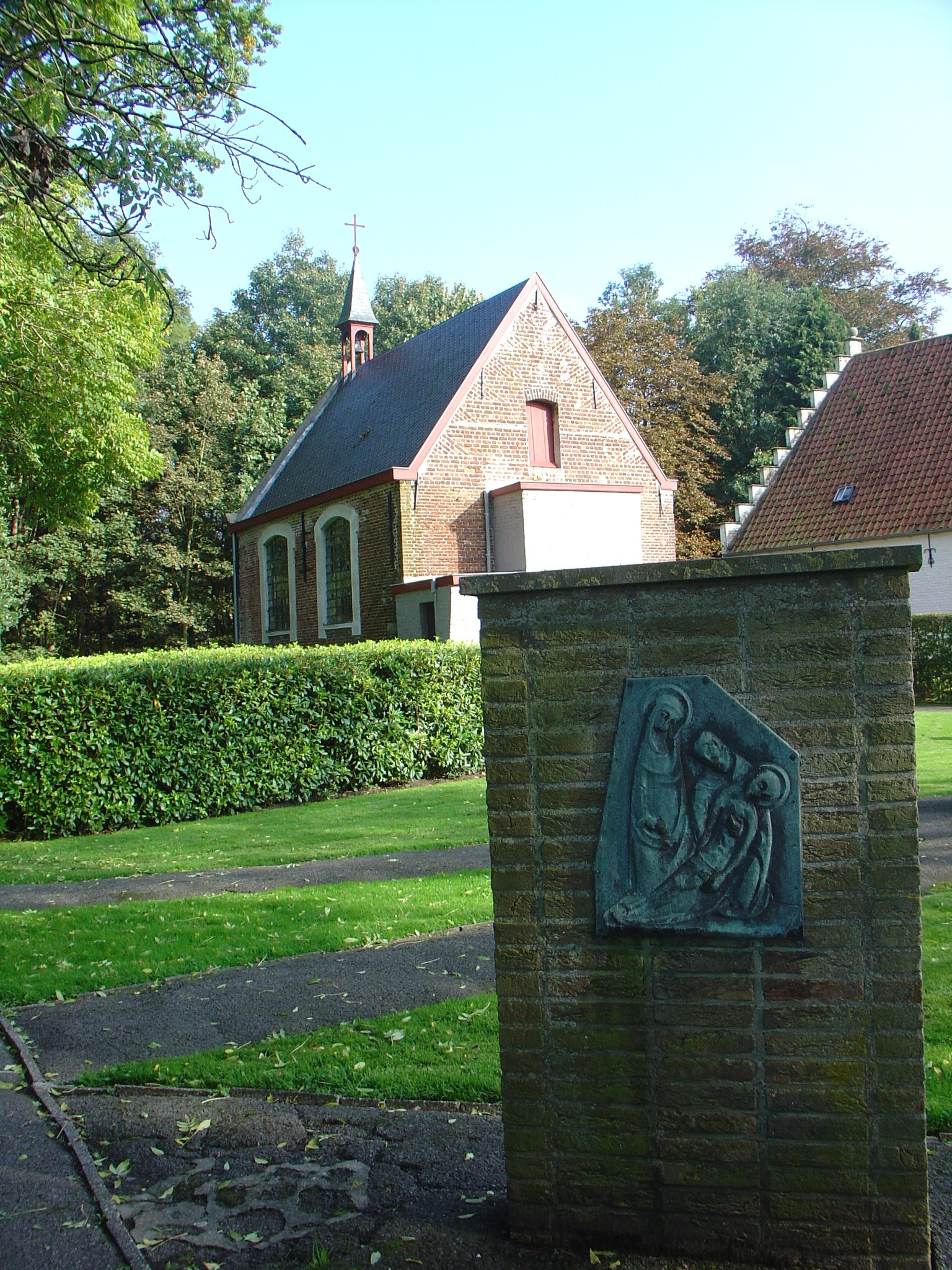
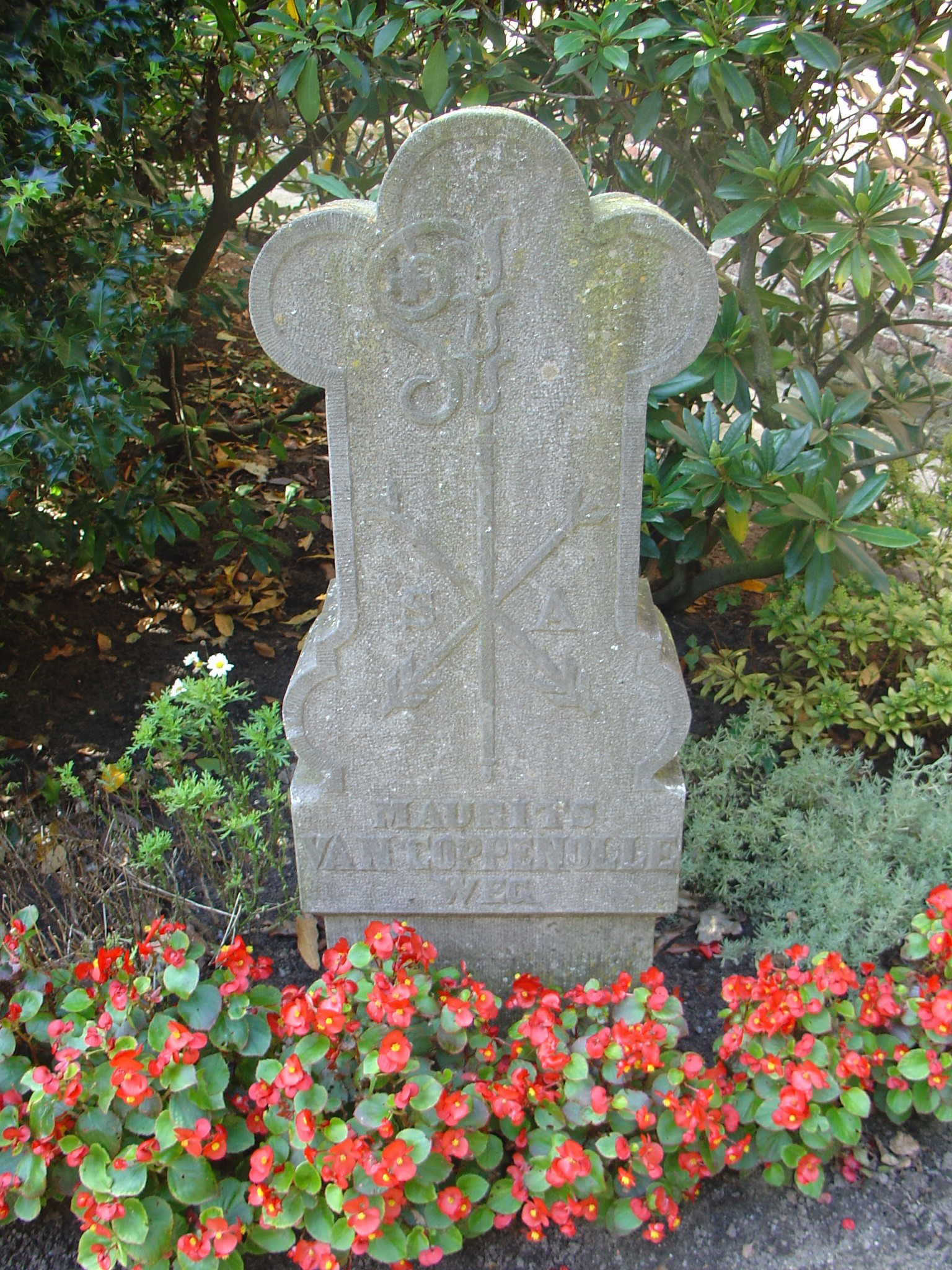

## Sources
- Albert Visart de Bocarmé, N.-D. de Ter Lucht, à Saint-André-lez-Bruges, Revue belge de numismatique et de sigillographie, publiée sous les auspices de la Société Royale de Numismatique, Bruxelles 1926
- J. Gailliard, Bruges et le Franc ou leur magistrature et leur noblesse, Imprimerie de EDW. Gailliard, Bruges.